# 삼성 갤럭시 링
삼성 갤럭시 링(Samsung Galaxy Ring)은 삼성전자에서 개발한 스마트링이다. 2024년 7월 10일 갤럭시 워치 7 및 7 울트라와 함께 출시되었다. 생체인식 건강 모니터링 기능을 갖춘 최초의 스마트링이다. 이 링은 399.99달러의 가격으로 출시되었다.

## 사양

### 하드웨어
삼성 갤럭시 링은 크기가 7.0mm x 2.6mm이며, 링 크기에 따라 무게는 2.3g에서 3g 사이이다. 링은 8MB 램과 링 크기에 따라 18mAh에서 23.5mAh 사이의 배터리를 가지고 있으며, 최대 7일 동안 지속된다. 이 링은 가속도계, PPG 및 피부 온도 센서가 장착되어 있다. 링은 BLE 5.4 연결을 사용한다. 이 링은 IP68 및 10ATM 등급을 받았다. 안드로이드 11 이상을 운영하며 삼성 헬스 앱이 설치된 안드로이드 폰과 호환된다. 이 링은 티타늄 블랙, 티타늄 실버, 티타늄 골드의 세 가지 색상으로 제공된다.